# Андерсон, Николай Иванович
Николай Иванович Андерсон (нем. Nikolai Karl Adolf Anderson; 24 сентября [6 октября] 1845, Эстляндская губерния — 9 [22] марта 1905, Нарва) — лингвист, специализировавшийся на сравнительной лингвистике финно-угорских языков. Отец Вальтера, Вильгельма и Оскара Андерсонов.

## Биография
Родился в Эстлянской губернии 24 сентября (6 октября) 1845 года. Начальное образование получил в Ревельской гимназии, в которой учился с 1859 по 1865 годы. В 1865—1870 гг. учился на историко-филологическом факультете Дерптского университета; изучал германистику у Лео Майера, но по собственной инициативе интересовался финно-угорскими языками. После окончания университета остался при университете, изучая сравнительное языкознание; одновременно, преподавал в Дерптской гимназии (в 1871).
С 11 августа 1872 года по 1894 год преподавал в Минской гимназии в должности учителя древних языков, не оставляя научных занятий. В 1875 году получил в Дерптском университете степень кандидата немецкого и сравнительного языковедения за диссертацию «Попытка сравнительной грамматики угро-финских и индогерманских языков» (нем. Probe einer vergleichenden Grammatik der ugrofinnischen und indogermanischen Sprachen). В 1887 году был произведён в статские советники; 15 февраля 1890 года был избран членом-корреспондентом Финно-угорского общества и в том же году был признан членом-сотрудником Императорского русского географического общества.
Защитил в Дерптском университете 23 марта 1891 года диссертацию и был утверждён в степени магистра сравнительного языковедения; 16 сентября 1892 года стал почётным членом Эстонского учёного общества, в котором состоял с 1871 года.
В январе 1894 года был назначен в Императорский Казанский университет преподавателем финских наречий; с мая стал преподавать в должности экстраординарного профессора.
В 1895 году был избран в члены-корреспонденты Финского литературного общества.
В 1897 году по выслуге двадцатипятилетия был оставлен на службе; 27 марта 1903 года вышел в отставку с назначением пенсии по выслуге 30 лет, но остался внештатным преподавателем.
Умер от плеврита 9 (22) марта 1905 года в Нарве, при посещении своей сестры; был похоронен в Ямбурге.

## Награды
Согласно формулярному списку имел награды: 
- орден Св. Анны 3-й ст. (1877)
- орден Св. Станислава 2-й ст. (1885)
- орден Св. Анны 2-й ст. (1889)
- орден Св. Владимира 4-й ст. (1904).

## Семья
Женился 8 января 1875 года в Минске на дочери врача Минского военного госпиталя Василия Ивановича (Август Вильгельм) Фохта, Адельхейд (Адель, Аделаида) Юлии Фохт, сестре Карла Васильевича Фохта. В их большой семье родились три сына: Вильгельм (1880—1940), Вальтер (1885—1962) и Оскар (1887—1960), которые окончили 3-ю Казанскую гимназию и стали студентами Казанского университета.